# فرودگاه بین‌المللی دریایی مومبای
فرودگاه بین‌المللی دریایی مومبای (به انگلیسی: Navi Mumbai International Airport) یک فرودگاه است که یک باند فرود آسفالت دارد و طول باند آن ۳۷۰۰ متر است. این فرودگاه در شهر بمبئی نو کشور هند قرار دارد .